# Elina Kalendareva
Elina Kalendareva (* in Taschkent, Usbekistan) ist eine usbekische Violinistin.

## Leben
Elina Kalendareva wurde in eine Musikerfamilie mit klassischen Musikern hineingeboren. Sie begann mit sieben Jahren ihre Ausbildung zur Violinistin bei Nathan Mendelssohn an der Uspensky-Schule in Taschkent, einem Musikgymnasium für musikalisch hochbegabte Kinder, das dem Staatlichen Konservatorium Usbekistans in Taschkent angeschlossen ist. Mit zwölf Jahren gab sie ihr Debüt mit dem Uzbekistan Philharmonic Orchestra und hatte während ihrer Jugendjahre noch zahlreiche weitere Auftritte mit diesem Orchester. Zur weiteren Ausbildung ging sie für sieben Jahre zu Igor Bezrodny am Moskauer Konservatorium, wo sie mit einem Master of Music abschloss, danach jedoch noch weiter studierte. Als Mitglied des Moskauer Konservatorium Quintett nahm sie Werke von Sergei Iwanowitsch Tanejew und Michail Iwanowitsch Glinka für das Label Le Chant du Monde auf. Als Solistin nahm sie mit dem Moskauer Ars Viva Kammerorchester Violinkonzerte für das All-Union-Radio in Moskau und für das usbekische TV und Radio auf.
Seit 1994 lebt Kalendareva in den Vereinigten Staaten. Seither konzertiert sie als Solistin bei den Ascending Artists Recital Series und mit dem Liederkranz Foundation Orchestra in New York. Außerdem spielte sie bei Festivals in Europa und in den USA. Kalendareva spielte mit dem New Jersey Symphony Orchestra und dem Pittsburgh Symphony Orchestra. Seit 2002 spielt sie beim Philadelphia Orchestra unter Christoph Eschenbach.